# ホッター・ザン・ジュライ
『ホッター・ザン・ジュライ』（Hotter than July）は、1980年に発表されたスティーヴィー・ワンダーのアルバム。19枚目のオリジナル・アルバム。

## 解説
第一弾シングル「マスター・ブラスター」は、レゲエのリズムを導入した曲。同曲のダブ・バージョンをB面に収録した12インチ・シングルもリリースされた。
「ハッピー・バースデイ」は、1月15日（マーティン・ルーサー・キング・ジュニアの誕生日）をアメリカ合衆国の国民の祝日にすべきとする運動に関わっていたスティーヴィーが、キング牧師に捧げた曲。

## 収録曲
Side 1
1. 愛と嘘 - Did I Hear You Say You Love Me
2. キャンドルにともした恋 - All I Do (music: Wonder; lyrics: Wonder/Paul/Broadnax)
3. ロケット・ラヴ - Rocket Love
4. 疑惑 - I Ain't Gonna Stand for It
5. 目を閉じれば愛 - As If You Read My Mind

Side 2
1. マスター・ブラスター - Master Blaster (Jammin')
2. 孤独のダンサー - Do Like You
3. 哀しい絆 - Cash in Your Face
4. レイトリー - Lately
5. ハッピー・バースデイ - Happy Birthday